# Johanniskirche (Sankt Petersburg)

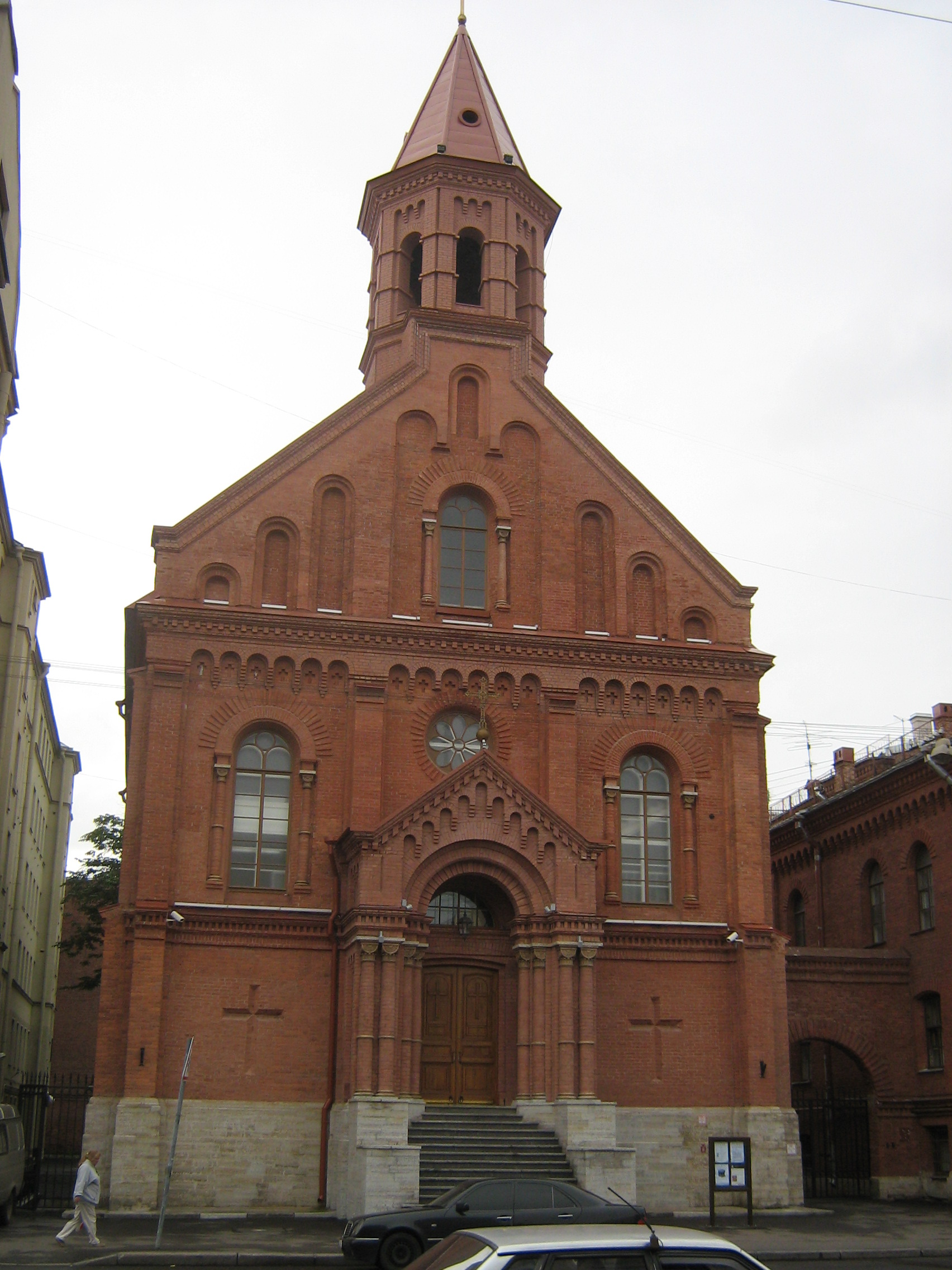
Die Johanniskirche in Sankt Petersburg, 2011

Die lutherische Johanniskirche ist eine estnische Kirche in Sankt Petersburg, die eine bedeutende Rolle in der estnischen Kulturgeschichte gespielt hat.

## Geschichte
Ein gutes halbes Jahrhundert nach der Gründung Sankt Petersburgs (1703) lebten bereits einige Tausend Esten in der neuen Hauptstadt Russlands, und im Jahre 1787 beantragte der Hilfsprediger Jeremias Ludwig Hoffmann bei den Behörden die Erlaubnis, den in Sankt Petersburg lebenden Esten in ihrer Muttersprache Gottesdienste abhalten zu dürfen. Dem wurde stattgegeben, offiziell gegründet wurde die estnische Gemeinde jedoch erst 1842.

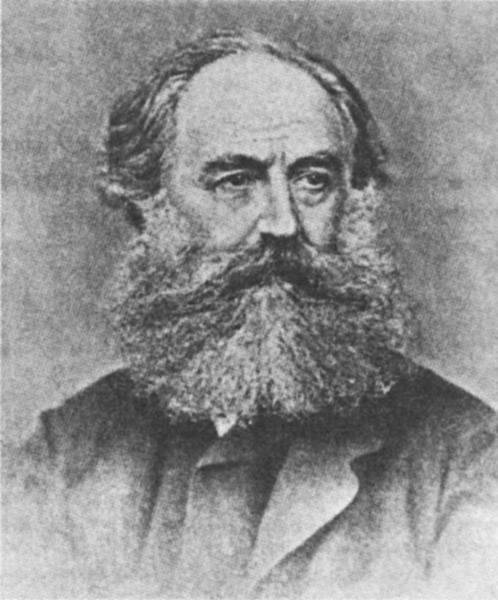
Harald Julius von Bosse

Als Cornelius Laaland Pastor der Gemeinde war (1849–1877), wurde der Bau einer eigenen Kirche beschlossen. Hierzu konnte der Architekt Harald Julius von Bosse gewonnen werden, der u. a. auch am Bau der Deutschen Kirche in Helsinki beteiligt war. Der Bau begann 1859, geweiht wurde die Kirche am 27. November 1860. Nachfolger von Laaland war Konrad Freifeldt (1877–1880), danach war Jakob Hurt über 20 Jahre bis 1901 Pastor an der Kirche. Ihm folgte Rudolf Kallas (1901–1913), der wie Hurt eine wichtige Rolle in der estnischen Emanzipationsbewegung spielte. Andere wichtige Persönlichkeiten, die im Umfeld der Gemeinde aktiv waren, waren beispielsweise Villem Reiman sowie die estnischen Komponisten Mihkel Lüdig und Rudolf Tobias.
Die Zahl der Gemeindemitglieder belief sich 1880 auf 11.000 und stieg bis Anfang des 20. Jahrhunderts auf 20.000 an.

## Schließung und Wiedereröffnung

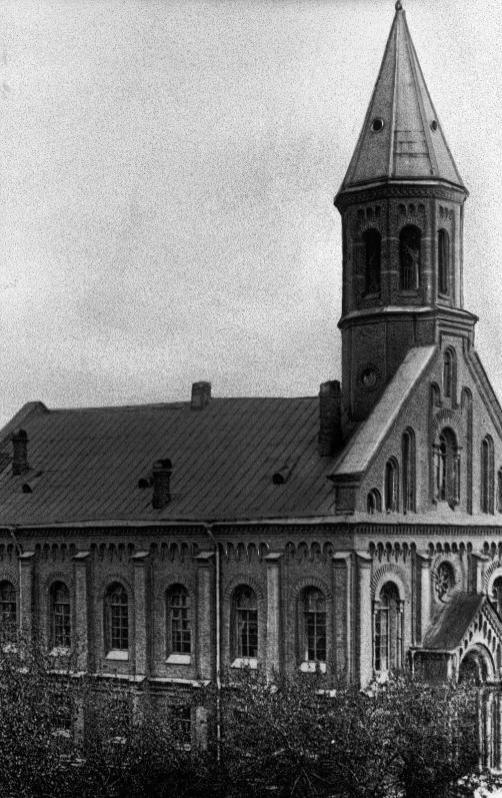
Die Johanniskirche Anfang des 20. Jahrhunderts

1930 wurde die Kirche im Zuge der allgemeinen Verstaatlichung unter den Bolschewiken geschlossen. Während der Sowjetzeit diente sie verschiedenen Zwecken und verfiel teilweise.
1995 wurde die Johannisgemeinde erneut registriert. Die Kirche wurde ihr zunächst zur kostenlosen Nutzung überlassen. 2010 wurde die Kirche vollständig renoviert, und 2012 wurde das Gebäude von der Sankt Petersburger Stadtverwaltung der Gemeinde zurückgegeben.

## Sekundärliteratur
- Veronika Mahtina: Eesti Jaani kirik Peterburis = Эстонская церковь Св. Иоанна в Петербурге. Tallinn: Peterburi Jaani Kiriku Fond 2009. 163 S.
- Raimo Pullat: Lootuste linn Peterburi ja eesti haritlaskonna kujunemine kuni 1917. Tallinn: Estopol 2004. 502 S.